# Richard Jordan
Richard Jordan (Nova Iorque, 19 de junho de 1937 – Los Angeles, 30 de agosto de 1993) foi um ator, cineasta, produtor e roteirista norte-americano.
Membro de longa data da comunidade shakespeareana de Nova Iorque, atuou várias vezes nos palcos da Broadway. Fez vários filmes importantes para o cinema, como Logan's Run (1976), Les Misérables (1978), Old Boyfriends, Dune e The Hunt for Red October (1990). 

## Biografia
Jordan nasceu na cidade de Nova Iorque, em 1937. Era filho de Robert Anson Jordan, Sr., de Boston, e de Constance Hand, de Nova Iorque. Seu avô materno era Learned Hand, juiz da Segundo Circuito de Cortes de Apelação dos Estados Unidos, um dos mais respeitados juristas do país. Em 1953, quando Jordan tinha cinco anos, seus pais se divorciaram. Sua mãe se casou novamente, com Newbold Morris, presidente do Conselho da Cidade de Nova Iorque. Este foi o primeiro casamento celebrado na Mansão Gracie pelo então prefeito Fiorello La Guardia.

## Carreira
Depois de concluir o ensino médio na Hotchkiss School, em Connecticut, Jordan ingressou na Universidade Harvard, em 1958, onde começou a atuar no teatro amador e a cogitar seguir a carreira. Disse a amigos que adotaria o nome de Richard porque queria evitar ser confundido com um outro ator chamado Robert Jordan. Ele era conhecido como Bob pelos amigos que fizera no início de sua carreira.
Em 1961 estrelou na Broadway com Art Carney e Elizabeth Ashley na pela Take Her, She's Mine. Também começou a trabalhar em produções para a televisão, onde estrelou em alguns episódios das séries The Defenders, Naked City, Empire e The Wide Country. Junto de Joseph Papp, atuou em produções de peças de Shakespeare como A Tempestade, O Mercador de Veneza e Como Gostais. Em 1966, retornou à Broadway onde trabalhou com Henry Fonda na peça Generation.
Na década de 1970, Jordan trocou a televisão pelo cinema. Co-estrelou em Lawman (1971) e Valdez Is Coming (1971) com Burt Lancaster. Atuou como vilão em vários filmes nos anos seguintes como em Rooster Cogburn (1975), na aventura de ficção científica Logan's Run (1976), e foi dirigido por Woody Allen em Interiors (1978). Em Old Boyfriends (1979) atuou com sua própria filha, Nina.

## Vida pessoal
Jordan foi casado com a atriz Kathleen Widdoes de 1964 a 1972, com quem teve uma filha, Nina Jordan. Seu filho, Robert Anson Jordan III, nasceu em 1982, de seu relacionamento de nove anos com a atriz Blair Brown. De 1985 a 1993, ele teve um relacionamento com a atriz Marcia Cross, 25 anos mais nova.

## Morte
A saúde de Jordan começou a ficar fragilizada em 1993, quando foi diagnosticado com um câncer no cérebro. Na época ele estava escalado para interpretar do médico Charles Nichols no thriller o O Fugitivo. Em abril do mesmo ano, a doença o obrigou a entregar o papel e ele foi substituído pelo ator Jeroen Krabbé.
Jordan morreu em 30 de agosto de 1993, aos 56 anos, em decorrência do câncer. Ele estava na companhia de sua namorada e de sua filha, Nina. Seu corpo foi cremado.